# Osztrák–Magyar Monarchia Derby

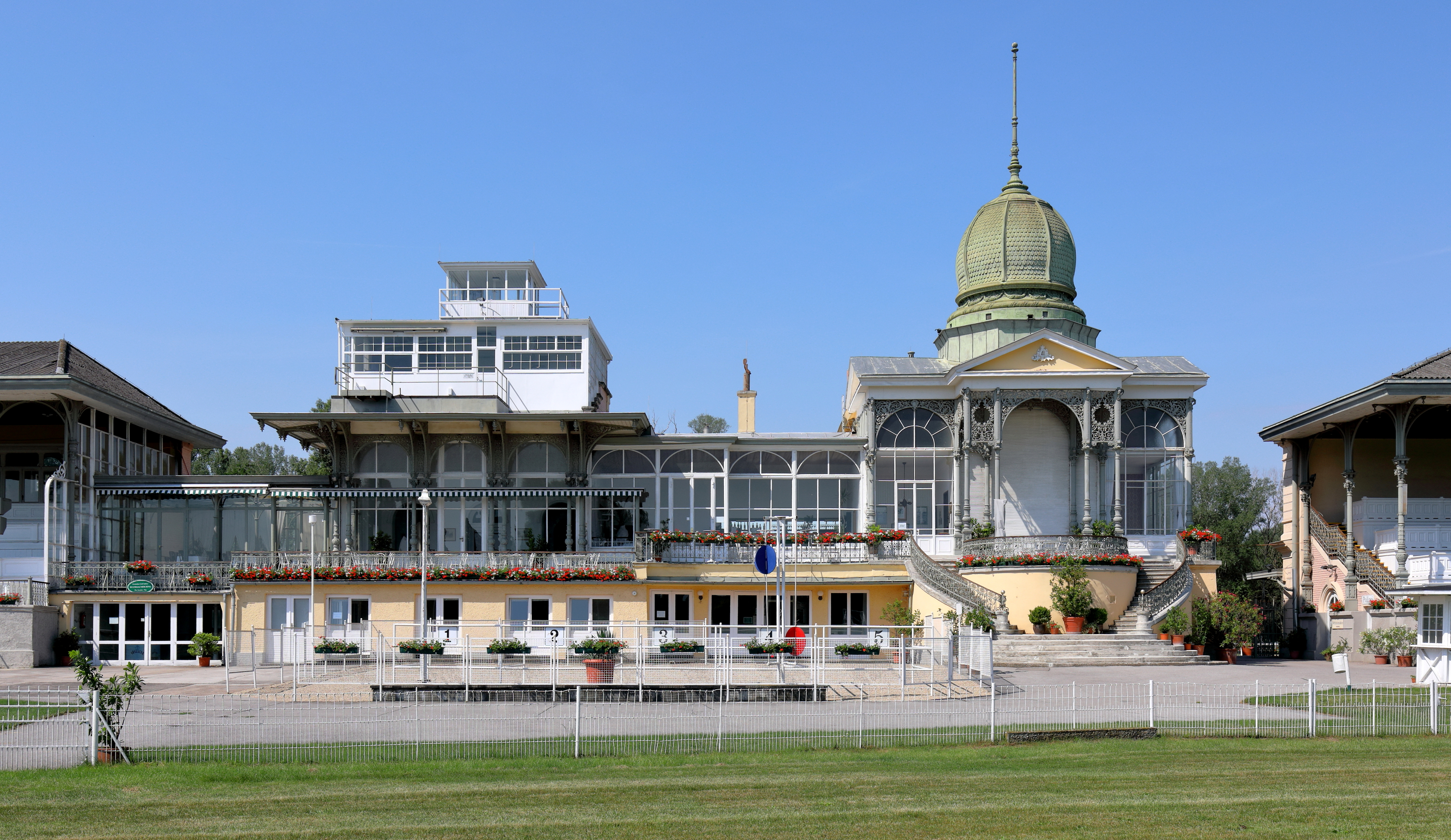
A Freudenau nevezetű, mára már műemlék bécsi galopp-pálya, a Derbyk helyszíne a bécsi Práterben

Osztrák–Magyar Monarchia Derby (1868–1920) 

## A díj története
Az angol (1780) és a francia (1836) derbyk után harmadikként az Osztrák–Magyar Monarchiában, 1868-ban  tették rendszeressé a klasszikus galoppversenyt. A versenyek helyszíne Bécs volt. 1921-ben, a Monarchia szétbomlása után osztrák, magyar és cseh derbykre vált szét.  
- Érdekességek
- A világhírű tenyészmén Buccaneer[1] ivadékai, 1870 és 1882 között kilenc alkalommal győztek.
- Magyar Derby-n, később hatszor győztes Esch Győző 1918-ban és 1920-ban, ezen a versenyen is diadalmaskodott.

## A győztesek
| Szám | Év   | Győztes ló      | Lovas       | Idomár | Származás             | Idő |
| ---- | ---- | --------------- | ----------- | ------ | --------------------- | --- |
| 1    | 1868 | Vissehrad       | Osborne     |        | Starke-Miss Partridge | -   |
| 2    | 1869 | Bigadler        | Whiteley    |        | St. Giles-Violet      | -   |
| 3    | 1870 | Cadet           | Osborne     |        | Buccaneer-Dahlia      | -   |
| 4    | 1871 | In View         | Entwistle   |        | Prime Minister-Elgiva | -   |
| 5    | 1872 | Drum Major      | Whiteley    |        | Kettledrum-Redpole    | -   |
|      |      |                 |             |        |                       | -   |
|      | 1877 | Kincsem         | Madden      |        | Cambuscan-Waternymph  | -   |
|      |      |                 |             |        |                       | -   |
|      | 1910 | Rascal          | Janek G.    |        | Raeburn-Kikelet       | -   |
|      | 1911 | Dealer          | Ferguson    |        | Sauntry-Dear Lady     | -   |
|      | 1912 | Kokoro          | Gulyás M.   |        | Raeburn-Juliska       | -   |
|      | 1913 | Csárdás         | Archibald   |        | Caius-Danubia         | -   |
|      | 1914 | Confussionárius | Varga L.    |        | Gouvemant-Sage Dank   | -   |
|      | 1915 | Tovább          | Csiszár L.  |        | Wool Winder-Toquade   | -   |
|      | 1916 | Sanskrit        | Rastenberge |        | St. Frusquin-Le Sage  | -   |
|      | 1917 | San Gennaro     | Varga L.    |        | Gomba-Celestine       | -   |
|      | 1918 | Reichhenau      | Esch Győző  |        | Dark Ronald-Regina    | -   |
|      | 1919 | Pázmán          | Prezner E.  |        | Pardon-Patrie         | -   |
|      | 1920 | Wolfgang        | Esch Győző  |        | Mindig-Csárdabeli     |     |